# Palma Cuata
Palma Cuata är en ort i Mexiko.   Den ligger i kommunen Ignacio de la Llave och delstaten Veracruz, i den sydöstra delen av landet, 300 km öster om huvudstaden Mexico City. Palma Cuata ligger 14 meter över havet och antalet invånare är 861.
Terrängen runt Palma Cuata är mycket platt. Runt Palma Cuata är det ganska tätbefolkat, med 72 invånare per kvadratkilometer. Närmaste större samhälle är Tlalixcoyan, 13,1 km norr om Palma Cuata. Omgivningarna runt Palma Cuata är en mosaik av jordbruksmark och naturlig växtlighet.